# Pedro López Muñoz
Pedro López Muñoz (ur. 1 listopada 1983 w Torrent) – hiszpański piłkarz występujący na pozycji obrońcy w SD Huesca.